# Henry King
Henry King (24. januar 1886 i Christiansburg, Virginia, USA – 29. juni 1982 i Toluca Lake, Californien, USA) var en amerikansk filminstruktør. 
Han fik debut i 1915, og slog igennem med Tol'able David (Drengen, der blev Mand, 1921) som blev hyldet som et eksempel på udtryksfuld brug af landskaber og landlig miljø. Efter at lydfilmen kom, lavede King en række populære film, bl.a. Alexander's Ragtime Band (1938) og The Song of Bernadette (Sangen om Bernadette, 1943). Han huskes også for krigsfilmen Twelve O'Clock High (Drenge bliver mænd, 1949),  romancen Love Is a Many-Splendored Thing (Den fryd, der rummer alt, 1955), og musicalen Carousel (1956).